# GLP ALFALINK尼崎
GLP ALFALINK尼崎（ジーエルピー アルファリンクあまがさき）は、兵庫県尼崎市道意町7丁目に建設中の大規模多機能型物流施設である。
2025年10月に全棟が完成予定である。
物流プロバイダー大手の日本GLPが「ALFALINK」ブランドシリーズで開発する第4弾の大規模物流施設であり、南棟と北棟の2棟で構成される。
関西では、GLP ALFALINK茨木に次いで、2件目となるプロジェクト。

## 概要
マルチテナント型先進的物流施設であり、延床面積全体で約370,000 m2になり、関西最大級となる。総投資額は約1000億円。
敷地はかつて古河電気工業尼崎工場が建っていた場所である。
倉庫内は、通常より天井高を高い仕様にされており、全館に空調設備が設置される。また、自家消費型の太陽光設備が設置される。
共用部には、レストランやコンビニエンスストア、多目的スペース、子育て支援施設などが入り、フットサル等などが出来るマルチコートを備える。また、災害時の避難場所としても機能する。

## 施設概要
- 所在地 - 兵庫県尼崎市道意町7丁目1-10
- 施設数 - 2棟
- 構造
  - 南棟 : プレキャストコンクリート造、一部鉄骨造 制震構造
  - 北棟 : プレキャスト・プレストレストコンクリート造
- 階数
  - 南棟 : 地上6階
  - 北棟 : 地上4階
- 総敷地面積 - 約163,000 m2
  - 南棟 : 107,300 m2
  - 北棟 : 55,000 m2
- 総延床面積 - 約368,000 m2
  - 南棟 : 238,400 m2
  - 北棟 : 112,500 m2
- 着工
  - 南棟 : 2023年11月
  - 北棟 : 2024年3月
- 竣工 - 2025年10月（予定）
- 認証取得 - LEED認証・ZEB認証 取得予定

## 入居企業
- 佐川急便（南棟）[7][8]
- ジョブポート（南棟）[9]

## 交通
- 阪神電気鉄道尼崎センタープール前駅から徒歩7分（約500 m）[10]
- 阪神高速3号神戸線「尼崎西出入口」から約0.3 km[10]
- 阪神高速3号神戸線「尼崎東出口」から約3.4 km[10]
- 阪神高速5号湾岸線「尼崎末広出入口」から約2.5 km[10]